# Slow Jam (Musiklabel)
Slow Jam (oft auch Slo' Jam geschrieben) ist ein Independent-Label und eine Musikproduktions-Firma mit Sitz in Berlin und internationalen Zusammenschlüssen. Die bei Slow Jam vertretenen Künstler kommen hauptsächlich aus den Genres Hip-Hop, Soul, und Alternative. Schwerpunkt ist Künstleraufbau, kreative Zusammenarbeit und hierbei die Verknüpfung von regionalen Projekten mit dem internationalen Markt (insbesondere im Bereich Hip-Hop).
Slow Jam ging 2002 aus der Berliner Musikproduktion „Sonny Side of the Street“ hervor. Dahinter steckt Sebastian Ugowski unter seinem Pseudonym „Gilmano“, unter dem er auch schon in den UK Charts für Aufsehen sorgte, als er mit seiner Coverversion des Genesis-Klassikers „Follow You, Follow Me“ die kanadische Rapperin Tara Chase mit Hilfe der Plattenfirmen BMG und Logic Records etablierte (Top40) und für das deutsche Chart-Duo Spike R&B-Remixe ablieferte, die in den Clubs Anklang fanden, sowie Kinosoundtracks mit seinem Retrofunk und Souljazz auffrischte. Ugowskis weitere künstlerische Felder als Filmemacher und Autor (Geburtsname: Sebastian Ugowski) und die daraus folgenden Erfahrungswerte fließen in die musikalische Arbeit bei Slow Jam ein.
Seine größten Erfolge feierte Slow Jam mit dem MC Seryoga, der in der Gemeinschaft unabhängiger Staaten mit Slow Jam Produktionen (2 Langspielplatten, produziert von Gilmano) sechs Top-10-Hits in Folge verzeichnen konnte, davon 3 auf Platz eins. Seryoga wurde bereits mit 2 MTV Awards geehrt.

## Künstler (die von Slow Jam gefördert werden oder wurden)
- SCURiL! (deutscher MC)
- Tara Chase (female MC, Kanada, UK Top 40)
- Gilmano (Gründer v. Slow Jam, Musikproduzent, Songwriter, versch. künstl. Tätigkeitsfelder)
- Seryoga (GUS TOP10, MTV Awards)
- Eveleena (R&B, Soul)
- Spike (R&B)
- Azad (bekannter MC für die Featuring Kooperation mit Seryoga Maxi-Single „2Kaiser“ auf MTV)
- DJ Danetic (Berliner DJ in Zusammenarbeit mit Slo' Jam)
- Pasquale Aleardi (Slo’ Jam lieferte einen Titelsong zum Kinodebüt des Schauspielers)
- Hernandez (deutschsprachiger MC)
- Rapturous (MC aus Nigeria, wurde 2007 abgeschoben, seit Januar 2008 wieder in Deutschland)
- Mystik Camp (Berliner Zusammenschluss von MCs für diverse Rap Projekte)
- Corpuz (deutschsprachiger MC)
- No Solo (in Berlin zu seiner Zeit bekannte Hip-Hop-Formation unterstützt vom Radiosender FRITZ)
- Honeypark (Berliner Soul-Musik-Formation)
- Olivia (Sängerin)
- Maliq (Sänger und Songwriter, Charterfolge in Deutschland)
- Grizzly & Shot (in Süddeutschland bereits bekanntes Newcomer-Rap-Duo)
- diverse Filmmusik-Kooperationen (z. B. Titelsong von Nachts im Park, ein Kino-Film mit Heike Makatsch und Heino Ferch.)

## Diskografie (Auswahl jüngster Veröffentlichungen)

### Alben
| Jahr | Titel                       | Land                              | Artist                                                               |
| ---- | --------------------------- | --------------------------------- | -------------------------------------------------------------------- |
| 2005 | Disko Malaria               | Gemeinschaft Unabhängiger Staaten | Seryoga                                                              |
| 2006 | Disko Malaria (Neu-Auflage) | Gemeinschaft Unabhängiger Staaten | Seryoga                                                              |
| 2006 | Russia’s No.1               | Deutschland                       | Seryoga feat. Max Sacura, Eveleena, SCURiL!, Rapturous, Gilmano uva. |

### Singles
| Jahr | Titel               | Land                              | Artist                 |
| ---- | ------------------- | --------------------------------- | ---------------------- |
| 2005 | Vozle Doma          | Gemeinschaft Unabhängiger Staaten | Seryoga feat. Max      |
| 2005 | Barbeque            | Deutschland                       | Seryoga                |
| 2006 | 2Kaiser             | Deutschland                       | Seryoga feat. Azad     |
| 2006 | Million Dollar Song | Gemeinschaft Unabhängiger Staaten | Seryoga                |
| 2007 | Gangsta No More     | Deutschland                       | Seryoga feat. Eveleena |